# Capsicum cornutum
Capsicum cornutum ist eine Pflanzenart aus der Gattung Paprika (Capsicum) in der Familie der Nachtschattengewächse (Solanaceae). Sie kommt endemisch im Südosten Brasiliens vor.

## Beschreibung
Capsicum cornutum ist ein 1,2 bis 1,8 m hoch werdender, dicht behaarter Strauch. Seine Laubblätter sind eiförmig bis breit eiförmig und häutig. Die Blüten stehen an einem knieförmig umgebogenen Blütenstiel, so dass die Blüten um 90° gedreht sind. Der Kelch ist mit bis zu zehn langen Kelchzähnen besetzt. Die Krone ist weiß gefärbt, hat violette oder bräunliche Punkte im Kronschlund und eine grün gefärbte Kronröhre. Sie ist radförmig und wird 9 bis 12 (selten 8 bis 14) mm lang. Der Griffel ist keulenförmig und verbreitert sich von einer schmalen Basis allmählich zu einer verbreiterten Spitze. 
Die Früchte sind eingedrückt kugelförmige, gelblich-grün gefärbte Beeren. Sie enthalten schwärzliche Samen. 
Die Chromosomenzahl beträgt 2n=26.

## Vorkommen
Die Art kommt endemisch in den südost-brasilianischen Bundesstaaten Rio de Janeiro und São Paulo vor.

## Systematik
Phylogenetische Untersuchungen ordnen die Art in eine Klade mit anderen Arten aus dem Atlantik-nahen Regenwald ein („Atlantic forest clade“), innerhalb dieser Klade sind jedoch noch nicht alle Verwandtschaftsverhältnisse zweifelsfrei geklärt und bedürfen zum Teil weiterer taxonomischer Arbeit. Die Schwesterart zu Capsicum cornutum innerhalb dieser Klade ist Capsicum campylopodium, die sich unter anderem durch den knieförmig gebogenen Blütenstiel und die Abwesenheit von Kelchzähnen unterscheidet. Beide Arten bilden wiederum eine Schwesterklade zu untersuchten Populationen, die anhand morphologischer Merkmale Capsicum mirabile zugeordnet wurden, jedoch nicht näher mit dieser Art verwandt ist und als eigenständige Art geführt werden sollte. Die Erstbeschreibung dieser Art erfolgte 2020 unter dem Namen Capsicum carassense.